# South Rosemary
South Rosemary és una concentració de població designada pel cens dels Estats Units a l'estat de Carolina del Nord. Segons el cens del 2000 tenia 2.843 habitants.

## Demografia
Segons el cens del 2000, South Rosemary tenia 2.843 habitants, 1.184 habitatges i 790 famílies. La densitat de població era de 178,5 habitants per km².
Dels 1.184 habitatges en un 29,2% hi vivien nens de menys de 18 anys, en un 42,5% hi vivien parelles casades, en un 18,7% dones solteres, i en un 33,2% no eren unitats familiars. En el 29% dels habitatges hi vivien persones soles el 9,4% de les quals corresponia a persones de 65 anys o més que vivien soles. El nombre mitjà de persones vivint en cada habitatge era de 2,4 i el nombre mitjà de persones que vivien en cada família era de 2,93.
Per edats la població es repartia de la següent manera: un 25,8% tenia menys de 18 anys, un 8,3% entre 18 i 24, un 28,7% entre 25 i 44, un 24,9% de 45 a 60 i un 12,3% 65 anys o més.
L'edat mediana era de 37 anys. Per cada 100 dones de 18 o més anys hi havia 86,1 homes.
La renda mediana per habitatge era de 27.771 $ i la renda mediana per família de 32.237 $. Els homes tenien una renda mediana de 26.445 $ mentre que les dones 19.375 $. La renda per capita de la població era d'11.409 $. Entorn del 16,8% de les famílies i el 25,1% de la població estaven per davall del llindar de pobresa.

## Poblacions més properes
El següent diagrama mostra les poblacions més properes.